# God Forbid
God Forbid var ett amerikanskt heavy metal-band från East Brunswick, New Jersey och bildades 1996. Bandet splittrades 2013.
För att följa upp sin turné under det sena 1990-talet med band som GWAR, Nile och Cradle of Filth, släppte God Forbid 1999 sitt första album Reject the Sickness som producerades av "9 Volt Records". Bandet skrev därefter kontrakt med Century Media Records, som släppte albumet Determination under 2001. God Forbid spelade på MTVs Headbanger's Ball-turné med Shadows Fall och Lamb of God. Under 2004 släppte de albumet Gone Forever, vilket gav dem en plats i Ozzfest. Året efter släppte de IV: Constitution of Treason, ett album med ett koncept om världens undergång. Under 2005-2006 var bandet support till Trivium under deras turné med Mendeed & Bloodsimple i Storbritannien. I slutet av 2006 och början av 2007 var God Forbid huvudnumret i Chains of Humanity-turnén som innehöll bland annat banden Mnemic och The Human Abstract. En DVD spelades in och släpptes under januari 2008.

## Medlemmar
Senaste medlemmar
- Doc Coyle – sologitarr, bakgrundssång (1996–2013)
- Corey Pierce – trummor (1996–2013)
- John "Beeker" Outcalt – basgitarr (1997–2013)
- Byron Davis – sång (1997–2013)
- Matt Wicklund – rytmgitarr, sång (2009–2013)

Tidigare medlemmar
- Dallas Coyle – rytmgitarr, bakgrundssång (1996–2009)

Turnerande medlemmar
- Kris Norris – rytmgitarr (2009)

## Diskografi
Studioalbum
- 1999 – Reject the Sickness
- 2001 – Determination
- 2004 – Gone Forever
- 2005 – IV: Constitution of Treason
- 2009 – Earthsblood
- 2012 – Equilibrium

EP
- 1998 – Out of Misery
- 2003 – Better Days

Samlingsalbum
- 2007 – Sickness and Misery

Video
- 2008 – Beneath the Scars of Glory and Progression (DVD)